# Liptowskie Matiaszowce
Liptowskie Matiaszowce (słow. Liptovské Matiašovce, węg. Mattyasóc) – wieś (obec) w północnej Słowacji, w powiecie Liptowski Mikułasz, w kraju żylińskim.

## Położenie
Znajduje się w historyczno-etnograficznym regionie Liptów. Pod względem geograficznym miejscowość położona jest na Kotlinie Liptowskiej u podnóża Tatr i Gór Choczańskich. Przez miejscowość przepływa wypływający z Tatr Suchy Potok i przebiega droga od Zuberzca do Liptowskiej Sielnicy.
Liptowskie Matiaszowce dzielą się na dwie części: Niżne Matiaszowce (słow. Nižné Matiašovce) i Wyżnie Matiaszowce (słow. Wyšné Matiašovce), a do tych ostatnich należy położona u podnóży Tatr osada Podmesztrowa (słow. Podmeštrová).

## Historia
Pierwsze wzmianki na temat miejscowości pochodzą z roku 1416.